# Yann Gaudin
Yann Gaudin, né à Cholet, est un ancien conseiller France Travail, considéré comme un lanceur d'alerte.

## Biographie
Après un parcours de commercial, il passe en 2006 le concours de l'ANPE, devenue depuis Pôle emploi puis France Travail.
De 2009 à 2013, il fait partie de l'équipe en charge du public arts et spectacle. Par la suite, Pôle emploi met fin aux conseillers spécialisés, en regroupant uniquement par géographie. En 2014, il prend l'initiative d'envoyer un email à 8 000 intermittents du spectacle de la Bretagne, soit au delà de son portefeuille d'usagers, pour les informer de leur droits à l'Allocation de solidarité spécifique.
Il ouvre fin 2019 un blog « Pôle emploi, le droit de savoir » hébergé par Mediapart. Il accuse l'institution de ne pas verser sciemment certaines indemnités à des demandeurs d'emploi, notamment les intermittents en fin de droits. Il se prévôt du statut de lanceur d'alerte.
Yann Gaudin est licencié de Pôle Emploi en 2020, l'établissement affirme qu'il « s'arroge un rôle qui n'était pas le sien ». La même année, il engage une procédure en diffamation publique contre son ex-directeur régional.
Il conseille ensuite à titre bénévole les droits des usagers de l’assurance chômage, puis accompagne depuis 2023 à son compte. France Travail estime en 2025 qu'il exerce illégalement la profession d'avocat. L’ordre des avocats poursuit Yann Gaudin pour « concurrence déloyale ».